# Жёлчные пути
Жёлчные (или же́лчные) пути́ — совокупность трубчатых образований (жёлчных протоков), осуществляющих транспорт жёлчи от жёлчных капилляров до двенадцатиперстной кишки.

## Анатомия
В отношении морфологии стенки жёлчного протока, как правило, выделяют субсерозный, мышечный, субэпителиальный и эпителиальный слои. Внутренняя поверхность протока выстлана однослойным цилиндрическим (призматическим, столбчатым) эпителием. Мышечный слой очень тонкий и представлен отдельными пучками миоцитов, ориентированных спирально. Между мышечными волокнами много соединительной ткани. Наружная (адвентициальная) оболочка образована рыхлой соединительной тканью и содержит кровеносные сосуды. В стенках протоков располагаются железы, секретирующие слизь. Билиарная микробиота представляет собой отдельный слой, основу которого образуют микробиотные сообщества, способные в норме противостоять распространению билиарных инфекций и поддерживать нормальный функционал холангиоцитов в стенке жёлчного протока.
Различают внутрипечёночные жёлчные протоки и внепечёночные жёлчные протоки. Внутрипечёночные жёлчные протоки образуют древовидную систему: жёлчные капилляры собираются в более крупные жёлчные протоки, которые объединяются в сегментарные жёлчные протоки. Сегментарные жёлчные протоки объединяются в левый и правый долевые жёлчные протоки, которые, как правило, выходят за пределы печени, и, объединившись, образуют общий печёночный проток.
Общий печёночный проток соединяется с пузырным протоком, отводящим жёлчь из жёлчного пузыря, образуя при этом общий жёлчный проток, который называется холедох.
У высших позвоночных общий жёлчный проток ведёт в просвет двенадцатиперстной кишки (у низших идёт в верхний отдел средней кишки). Как правило, перед открытием в просвет двенадцатиперстной кишки объединяется с выводным протоком поджелудочной железы (Вирсунгов проток). В месте слияния холедоха и Вирсунгова протока образуется ампула Фатера, которая отделена от просвета двенадцатиперстной кишки сфинктером Одди, регулирующим периодичность поступления жёлчи в кишечник.

## Патологии
Риск опухолей жёлчных протоков увеличивается на 69 % при ежедневном потреблении двух порций газированных напитков или сладких соков. К такому выводу в ходе масштабного и продолжительного исследования пришли ученые из Каролинского института в Стокгольме. Тем не менее шведские ученые отмечают, что говорить о канцерогенном влиянии газировки и сладких соков напрямую пока нельзя, для этого недостаточно данных. Но абсолютно точно, что это как минимум дополнительный фактор риска и маркер, указывающий на нездоровый образ питания, который и является причиной появления многих видов рака.
Значимой проблемой являются также и ятрогенные (интраоперационные) повреждения жёлчных протоков. По статистике интраоперационные повреждения желчного протока (краевое ранение, полное пересечение, иссечение), требующие его восстановления, наблюдаются у 0,05—2,7 % больных, которым производят удаление желчного пузыря по поводу желчнокаменной болезни.

## Аномалии желчных протоков
Во время операции хирург может столкнуться с аномальными ходами желчных путей, так называемыми ходами Люшка. В 1863 году немецкий анатом Г. Люшка описал дополнительный тонкий желчный проток, исходящий из правой доли печени в ложе желчного пузыря и открывающийся в правый печеночный или общий печеночный проток (ОПП). Позднее многие исследователи описывали этот проток. Он дренирует субсегментарные задние сегменты правой доли печени либо V сегмент печени, отводя желчь в правый печеночный проток, ОПП или, редко, в пузырный проток либо в желчный пузырь. В последней ситуации он располагается в области шейки или на границе тела и шейки пузыря. По данным литературы, его выявляют у 0,1—5 % обследованных. По другим литературным источникам, в желчном пузыре имеются эпителиально-трубчатые ходы (ходы, каналы Люшка), которые заканчиваются слепо в стенке желчного пузыря либо сообщаются с мелкими внутрипеченочными протоками. Различия между каналами Люшка или небольшими дополнительными желчными протоками в ложе желчного пузыря весьма условны. Упоминания об этих протоках крайне редки и неопределенны. Клинических наблюдений, в которых дренирование всей правой половины печени осуществлялось бы через дополнительный желчный проток Люшка в ложе желчного пузыря, не обнаружено.

## Дополнительные изображения

Область поджелудочной железы
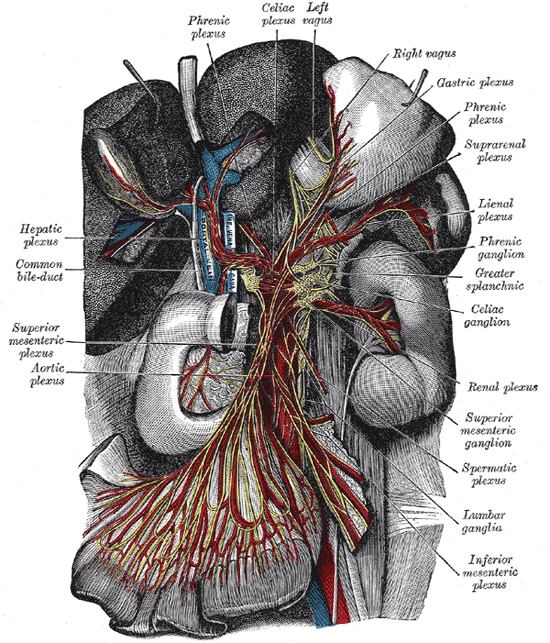
Брюшной нервный узел с симпатическими сплетениями органов брюшной полости, расходящихся от него
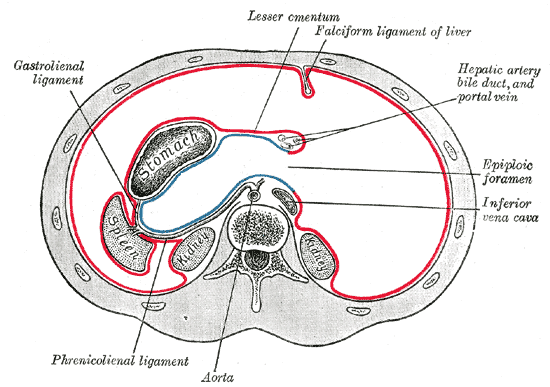
Горизонтальное размещение брюшины в верхней части брюшной полости
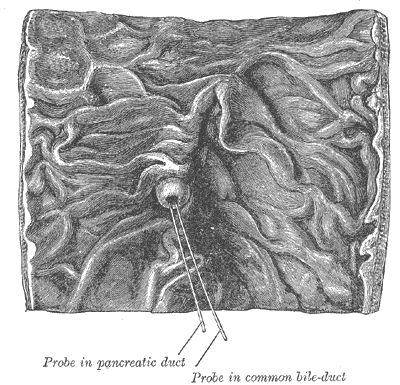
Низ нисходящей части двенадцатиперстной кишки, видно большой дуоденальный сосочек
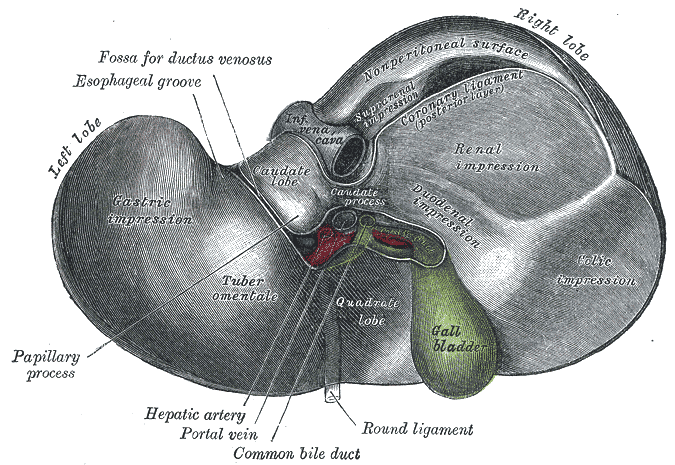
Нижняя поверхность печени
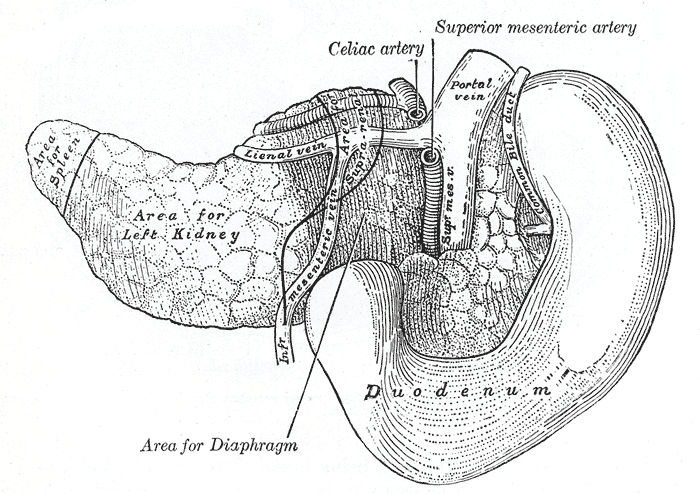
Поджелудочная железа и двенадцатиперстная кишка с задней стороны
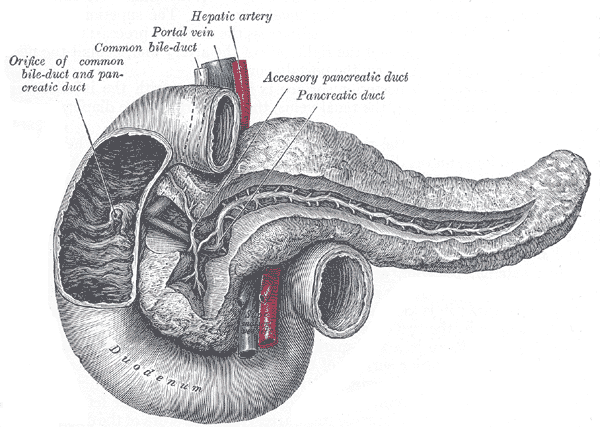
Главный проток поджелудочной железы
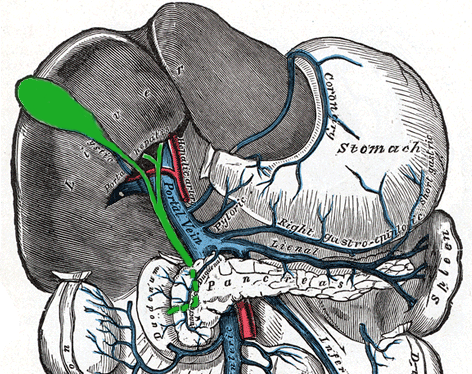
Воротная вена и её ветви
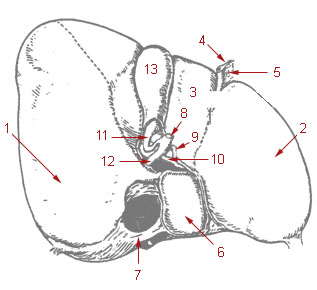
Печень и жёлчный пузырь